# Obereopsis subternigra
Obereopsis subternigra là một loài bọ cánh cứng trong họ Cerambycidae.